# Gauthier Grumier
Pour les articles homonymes, voir Grumier.
Gauthier Grumier, né le 29 mai 1984 à Nevers, est un escrimeur français, pratiquant l'épée, champion olympique par équipe et médaillé de bronze en individuel aux Jeux olympiques d'été de 2016.

## Biographie
Après les Jeux, il met un terme à sa carrière pour devenir entraineur, son but étant de devenir adjoint puis « numéro un » au sein des équipes de France. Toutefois, il n'intègre pas comme désiré cet encadrement et décide alors d'effectuer des missions pour l'Insep. En septembre 2017, il se voit confier une mission d'entraineur d'escrime au sein de la Fédération française de pentathlon moderne, mission prévue jusqu'aux Jeux olympiques d'été de 2020 à Tokyo.
Perfectionniste, il s'équipait en lames Blaise Frères et demandait des réglages particulièrement fins. 

## Clubs
Formé au Cercle d'escrime de Nevers, il a rejoint le Levallois Sporting Club en septembre 2008.

## Palmarès
- Jeux olympiques d'été
  -  Médaille de bronze en épée individuelle en 2016 à Rio de Janeiro
  -  Médaille d'or en épée par équipe en 2016 à Rio de Janeiro

- Championnats du monde
  -  Médaille d'argent en épée individuelle en 2015 à Moscou[7]
  -  Médaille de bronze en épée individuelle en 2014 à Kazan[8]
  -  Médaille d'or en épée par équipe en 2014 à Kazan
  -  Médaille d'argent en épée par équipe en 2012 à Kiev
  -  Médaille d'or en épée par équipe en 2011 à Catane[9]
  -  Médaille d'argent en 2010 à Paris.
  -  Médaille d'or en épée par équipe en 2010 à Paris
  -  Médaille d'or en épée par équipe en 2009 à Antalya
  -  Médaille d'or en épée par équipe en 2006 à Turin

- Championnats d'Europe
  -  Médaille d'or en épée en individuel en 2015 à Montreux
  -  Médaille d'or en épée par équipe en 2016 à Toruń
  -  Médaille d'or en épée par équipe en 2015 à Montreux
  -  Médaille d'or en épée par équipe en 2011 à Sheffield
  -  Médaille d'or en épée par équipe en 2003 à Bourges
  -  Médaille de bronze en épée individuelle en 2009 à Plovdiv

- Jeux méditerranéens
  -  Médaille d'or en 2009 à Pescara,  Italie
  -  Médaille d'or en 2005 à Almería,  Espagne

- Championnats de France
  -  Médaille d'or en 2002
  -  Médaille d'or en 2008
  -  Médaille d'or en 2011
  -  Médaille d'or en 2013
- Champion du monde cadet en 2001

## Classement en fin de saison internationale
| Année | 2003 | 2004 | 2005 | 2006 | 2007 | 2008 | 2009 | 2010 | 2011 | 2012 | 2013 | 2014 | 2015 | 2016 |
| ----- | ---- | ---- | ---- | ---- | ---- | ---- | ---- | ---- | ---- | ---- | ---- | ---- | ---- | ---- |
| Rang  | 64   | 33   | 46   | 18   | 27   | 61   | 1    | 1    | 7    | 13   | 77   | 7    | 1    | 1    |

## Distinctions
- Chevalier de la Légion d'honneur (décret du 30 novembre 2016)[10]
- RMC Sport Award d'honneur en 2016[11]